# Asumi Ishizuka
Pour les articles homonymes, voir Ishizuka.
Asumi Ishizuka (石塚明日美, Ishizuka Asumi), née le 15 juin 1988, est une karatéka japonaise. Elle a remporté une médaille d'argent en kumite moins de 68 kg aux championnats du monde de karaté 2010 à Belgrade.